# Selkirkiella luisi
Selkirkiella luisi är en spindelart som först beskrevs av Claude Lévi 1967.  Selkirkiella luisi ingår i släktet Selkirkiella och familjen klotspindlar. Inga underarter finns listade i Catalogue of Life.